# Lotus macranthus
Lotus macranthus är en ärtväxtart som beskrevs av Richard Thomas. Lowe. Lotus macranthus ingår i släktet käringtänder, och familjen ärtväxter. Inga underarter finns listade i Catalogue of Life.